# دنیله روگانی
دنیله روگانی (ایتالیایی: Daniele Rugani؛ زادهٔ ۲۹ ژوئیهٔ ۱۹۹۴) یک بازیکن فوتبال اهل ایتالیا است که به صورت قرضی برای باشگاه آژاکس بازی می‌کند.
او در سال ۲۰۱۳ با درخشش در ترکیب امپولی در سری بی به صعود این تیم به سری آ کمک کرد و در آن فصل عنوان بهترین بازیکن سال سری بی را کسب کرد. بعد از این درخشش به یوونتوس پیوست و در اولین فصل حضورش در این تیم قهرمانی در سری آ را تجربه کرد.
او در تیم ملی فوتبال زیر ۲۱ سال ایتالیا و تمامی رده‌های پایین‌تر از آن بازی کرده‌است. او به عنوان بهترین بازیکن سال ۲۰۱۴ در رقابت‌های سری بی و عضوی از تیم منتخب سال سری آ در سال ۲۰۱۵ معرفی شده است.

## افتخارات
- سری آ: ۲۰۱۵–۲۰۱۶، ۲۰۱۶–۲۰۱۷، ۲۰۱۷–۲۰۱۸، ۲۰۱۸–۲۰۱۹
- جام حذفی ایتالیا: ۲۰۱۵–۲۰۱۶، ۲۰۱۶–۲۰۱۷، ۲۰۱۷–۲۰۱۸
- سوپرجام فوتبال ایتالیا: ۲۰۱۵، ۲۰۱۸